# Diari Oficial de la República Francesa
El Diari Oficial de la República francesa, abreviat JORF o simplement JO, és la publicació oficial de l'França, en el qual es publiquen tots els esdeveniment legislatius (lleis), reglamentaris (ordres ministerials, decrets), declaracions oficials i publicacions legals. Inclou els títols «lleis i decrets» (Lois et décrets) o «Edició de documents administratius» (Édition des documents administratifs) segons els textos que conté.

## Característiques
L'edita la direcció d'informació legal i administrativa, un servei que depèn del Primer ministre.
El JORF es publica cada dia de dimarts a diumenge excepte els dies posteriors als festius, el dia de Nadal i el dia de la Festa del Treball.
La data d'aparició del JORF condiciona en general la data en què el text produït dels efectes jurídics, ja que cal que un text sigui conegut per tal que sigui aplicable, excepte si el text mateix indica un retard en l'aplicació. Si un text publicat au JORF no concreta la data d'efecte, el text entrarà en vigor l'endemà del dia de la publicació. Els articles de lleis que fan referència a decrets d'aplicació no poden entrar en vigor perquè els decrets no es publiquen al JORF.